# Stretto di Sele
Lo stretto di Sele (indonesiano: Selat Sele) è un braccio di mare che separa l'isola di Salawati, ad ovest, dalla penisola di Doberai (propaggine nord-occidentale della Nuova Guinea), ad est. 
Lo stretto, lungo circa 70 km e largo fra i 2 e i 20 km, collega il mar di Ceram, a sud, con lo stretto di Dampier (Indonesia), a nord. Nella parte settentrionale dello stretto, sulla costa della Nuova Guinea, sorge la città di Sorong.
Lo stretto di Sele si è formato durante l'ultima glaciazione, quella che ha separato l'isola di Salawati dalla Nuova Guinea. Nello stretto giacciono numerose isole; su una di queste sorge l'aeroporto Jefman.